# Садинби
Садинби (англ. Sadinbi) — это магазин, который основанный 14 марта 2025 года Старожиловым Глебом, и продаёт разные товары. Один из них она сделала товар "Носок Гриць" (укр. Шкарпетка Гриць) 15 июля 2025 года, персонажа из мультфильма Носок, который стал мостом.